# Charles Ancillon
Pour les articles homonymes, voir Ancillon.
Charles Ancillon (29 juillet 1659 à Metz- 5 juillet 1715 à Berlin), est un historien français. Fils de David Ancillon, il a laissé de nombreux ouvrages sur les protestants de France au XVIIe siècle.

## Biographie
Fils de David Ancillon, il fait des études de droit à Marbourg, puis de philosophie et de théologie à Genève en 1674 et 1675. Il passe sa thèse de licence à l'université de droit de Paris et obtient le titre d'avocat, profession qu'il exerce au Parlement de Metz. Revenu dans sa ville natale en 1679, il acquiert rapidement une grande réputation au Barreau.
Il est protestant, et, lors de la révocation de l'édit de Nantes, les protestants de Metz le délèguent à la cour pour demander une exception en raison de leurs privilèges. La démarche échoue. Il quitte la France en 1685 avec son père et les nombreux protestants de Metz qui se réfugient à Berlin. Charles Ancillon y devient surintendant et directeur du collège français de Berlin, juge supérieur des tribunaux de réfugiés, historiographe et conseiller du futur roi Frédéric Ier de Prusse, alors Électeur.
Ancillon s'est beaucoup occupé de la défense des protestants. Mais on a également de lui un Traité des Eunuques, plus littéraire que scientifique ou juridique, publié en 1707. La même année, il devient membre de l'Académie de Berlin.
Le graveur hollandais W. de Broën nous a laissé son portrait. Charles Ancillon est le neveu du juriste Joseph Ancillon.
Il avait épousé successivement Elisabeth Ancillon, Anne Benoist et Esther Godeffroy (de).

## Publications choisies
La Biographie universelle des frères Michaud donne une liste plus complète (dix titres) et les frères Haag, une autre qui l'est davantage (treize titres).
- L'irrévocabilité de l'édit de Nantes prouvée par les principes du droit et de la politique, Amsterdam, 1688, in-12
- La France intéressée à rétablir l'édit de Nantes, Amsterdam, 1690, in-12 Publié anonymement
- Histoire de l'établissement des François réfugiez dans les États de Son Altesse Électorale de Brandebourg, Berlin, 1690, in-8 Dédié au margrave Frédéric III, qui deviendra Frédéric Ier de Prusse. Traduction allemande : Geschichte der Niederlassung der Réfugiés in den Staaten Seiner Kurfürstlichen Hoheit von Brandenburg. Berlin, 1939, 80 p.
- Histoire de la vie de Soliman II, empereur des Turcs, Leers, 1706, 270 p.
- Traité des eunuques, 1707, lire en ligne sur Gallica Œuvres de Charles Ancillon sur le projet Gutenberg. Signature de la page titre : « M.*** D.*** » ; à la fin de l'épitre dédicatoire : « C. d'Ollincan » (anagramme d'« Ancillon »)